# 2004 في سويسرا
فيما يلي قوائم الأحداث التي وقعت خلال عام 2004 في سويسرا.

## سياسة

### تعيين في المنصب
- 1 يناير – جوزيف دايس رئيس الاتحاد السويسري.

### انتهاء فترة المنصب
- 31 ديسمبر – جوزيف دايس رئيس الاتحاد السويسري.

## أفلام
من الأفلام التي صدرت هذه السنة في سويسرا:
- 1 يناير – الجوقة من إخراج كريستوفر باراتير.

## برامج ومسلسلات وأنمي
- بينغو